# 姆博卡亞蒂德爾瓜伊拉
姆博卡亞蒂德爾瓜伊拉（西班牙語：Mbocayaty del Guairá），是巴拉圭的城鎮，位於該國東南部，由瓜伊拉省負責管轄，面積201平方公里，海拔高度117米，2002年人口6,647，人口密度每平方公里33.07人。